# بيدرو بينهو ماركيز
بيدرو بينهو ماركيز (18 مارس 1998 في البرتغال - ) هو لاعب كرة قدم برتغالي في مركز الدفاع.

## وصلات خارجية
- بيدرو بينهو ماركيز على موقع قاعدة بيانات كرة القدم.إي يو (الإنجليزية)
- بيدرو بينهو ماركيز على موقع Soccerway.com (الإنجليزية)
- بيدرو بينهو ماركيز على موقع AS.com (الإسبانية)